# Линия 1 (Севильский метрополитен)

Схема линии 1

Линия 1 (исп. Linea 1) — это первая линия Севильского метрополитена связывает Севилью с Майрена-дель-Альхарафе, Сан-Хуан-де-Аснальфараче и Монтеквинто. На всех станциях установлены платформенные раздвижные двери.

## История
Линия 1 является первой линией Севильского метрополитена, открытие было 2 апреля 2009 года, хотя изначально завершение строительства было запланировано на лето 2006 года.